# Szczawnik (Petite-Pologne)
Pour les articles homonymes, voir Szczawnik.
Szczawnik est une localité polonaise de la gmina de Muszyna, située dans le powiat de Nowy Sącz en voïvodie de Petite-Pologne.